# Resolució 1088 del Consell de Seguretat de les Nacions Unides
La Resolució 1088 del Consell de Seguretat de les Nacions Unides fou adoptada per unanimitat el 12 de desembre de 1996.
Després de recordar totes les resolucions sobre els conflictes a l'antiga Iugoslàvia i, en particular, les resolucions 1031 (1995) i 1035 (1995), el Consell, en virtut del Capítol VII de la Carta de les Nacions Unides, va autoritzar la creació de la Força d'estabilització (SFOR) a Bòsnia i Hercegovina per reemplaçar la Força d'implementació (IFOR).
En una conferència sobre Bòsnia i Hercegovina hi havia un pla d'acció per consolidar el procés de pau. Es van establir eleccions al país per l'acord de Dayton, i es van establir institucions segons la Constitució de Bòsnia i Hercegovina. Croàcia i la República Federal de Iugoslàvia (Sèrbia i Montenegro han tingut un paper positiu en el procés de pau, i els esforços de tots són benvinguts, inclòs l'Alt Representant, IFOR i altres organitzacions internacionals.
El Consell de Seguretat va acollir favorablement el reconeixement mutu dels estats successors de Iugoslàvia i va destacar la importància de la normalització total de les seves relacions diplomàtiques. Es van recordar les seves obligacions en virtut de les anteriors resolucions del Consell de Seguretat i per a la plena aplicació de l'Acord de Dayton i la cooperació amb les Nacions Unides.
Els Estats membres han estat autoritzats a establir la SFOR com a successor legal de la IFOR per un període de 18 mesos. Han de prendre les mesures necessàries per garantir el compliment de les disposicions de l'Annex 1-A l'Acord de pau i el seu dret a defensar-se d'atacs o amenaces. Bòsnia i Hercegovina també va demanar una extensió de la força de policia de les Nacions Unides (grup de Tasques Policial Internacional) que formava part de la Missió de les Nacions Unides a Bòsnia i Hercegovina (UNMIBH). El mandat de la UNMIBH es va ampliar fins al 21 de desembre de 1997 i el Consell de Seguretat va demanar que totes les missions de les Nacions Unides treballessin plegades.